# Équipe de Suisse de football à la Coupe du monde 1994
L'équipe de Suisse de football participe à sa septième Coupe du monde, sa première depuis 1966, lors de l'édition 1994 qui se tient aux États-Unis du 17 juin 1994 au 17 juillet 1994.
Les 24 nations participantes sont réparties en six groupes de quatre équipes, les deux premières de chaque groupe et les quatre meilleures troisièmes étant qualifiées pour les huitièmes de finale. La Suisse, deuxième du groupe A, est éliminée par l'Espagne en huitième de finale.

## Phase qualificative
| Rang | Équipe   | Pts | J  | G | N | P | Bp | Bc | Diff |  | Résultats (▼ dom., ► ext.) |     |     |     |     |     |     |
| ---- | -------- | --- | -- | - | - | - | -- | -- | ---- |  | -------------------------- | --- | --- | --- | --- | --- | --- |
| 1    | Italie   | 16  | 10 | 7 | 2 | 1 | 22 | 7  | +15  |  | Italie                     |     | 2-2 | 1-0 | 3-1 | 6-1 | 2-0 |
| 2    | Suisse   | 15  | 10 | 6 | 3 | 1 | 23 | 6  | +17  |  | Suisse                     | 1-0 |     | 1-1 | 3-1 | 3-0 | 4-0 |
| 3    | Portugal | 14  | 10 | 6 | 2 | 2 | 18 | 5  | +13  |  | Portugal                   | 1-3 | 1-0 |     | 5-0 | 4-0 | 3-0 |
| 4    | Écosse   | 11  | 10 | 4 | 3 | 3 | 14 | 13 | +1   |  | Écosse                     | 0-0 | 1-1 | 0-0 |     | 3-0 | 3-1 |
| 5    | Malte    | 3   | 10 | 1 | 1 | 8 | 3  | 23 | -20  |  | Malte                      | 1-2 | 0-2 | 0-1 | 0-2 |     | 0-0 |
| 6    | Estonie  | 1   | 10 | 0 | 1 | 9 | 1  | 27 | -26  |  | Estonie                    | 0-3 | 0-6 | 0-2 | 0-3 | 0-1 |     |

## Matchs amicaux de préparation
| 22 janvier 1994           | États-Unis     | 1 - 1   | Suisse       | Fullerton Stadium, Fullerton                              |                                                           |
| Historique des rencontres | Egli 88e (csc) | (0 - 0) | 64e Fournier | Spectateurs : 10 173 Arbitrage : Rodrigo Sequeira Badilla | Spectateurs : 10 173 Arbitrage : Rodrigo Sequeira Badilla |
| Historique des rencontres | Rapport        |         |              | Spectateurs : 10 173 Arbitrage : Rodrigo Sequeira Badilla | Spectateurs : 10 173 Arbitrage : Rodrigo Sequeira Badilla |

| 26 janvier 1994           | Suisse                                      | 5 - 1   | Mexique   | Coliseum, Oakland                                    |                                                      |
| Historique des rencontres | Subiat 6e 54e · Bonvin 26e · Grassi 66e 87e | (2 - 0) | 31e Durán | Spectateurs : 23 182 Arbitrage : Esfandiar Baharmast | Spectateurs : 23 182 Arbitrage : Esfandiar Baharmast |
| Historique des rencontres | Rapport                                     |         |           | Spectateurs : 23 182 Arbitrage : Esfandiar Baharmast | Spectateurs : 23 182 Arbitrage : Esfandiar Baharmast |

| 9 mars 1994               | Hongrie     | 1 - 2   | Suisse                  | Nepstadion, Budapest                             |                                                  |
| Historique des rencontres | Eszenyi 75e | (0 - 2) | 10e Sforza · 32e Subiat | Spectateurs : 5 000 Arbitrage : Ladislav Gadoshi | Spectateurs : 5 000 Arbitrage : Ladislav Gadoshi |
| Historique des rencontres | Rapport     |         |                         | Spectateurs : 5 000 Arbitrage : Ladislav Gadoshi | Spectateurs : 5 000 Arbitrage : Ladislav Gadoshi |

| 20 avril 1994             | Suisse                               | 3 - 0   | Tchéquie | Hardturm, Zurich                               |                                                |
| Historique des rencontres | Chapuisat 12e 38e · Bregy 28e (pen.) | (3 - 0) |          | Spectateurs : 16 200 Arbitrage : Marnix Sandra | Spectateurs : 16 200 Arbitrage : Marnix Sandra |
| Historique des rencontres | Rapport                              |         |          | Spectateurs : 16 200 Arbitrage : Marnix Sandra | Spectateurs : 16 200 Arbitrage : Marnix Sandra |

| 27 mai 1994               | Suisse                  | 2 - 0   | Liechtenstein | Stade Saint-Jacques, Bâle                    |                                              |
| Historique des rencontres | Herr 30e · Hottiger 65e | (1 - 0) |               | Spectateurs : 13 100 Arbitrage : Alain Hamer | Spectateurs : 13 100 Arbitrage : Alain Hamer |
| Historique des rencontres | Rapport                 |         |               | Spectateurs : 13 100 Arbitrage : Alain Hamer | Spectateurs : 13 100 Arbitrage : Alain Hamer |

| 3 juin 1994               | Italie      | 1 - 0   | Suisse | Stade olympique, Rome                                    |                                                          |
| Historique des rencontres | Signori 24e | (1 - 0) |        | Spectateurs : 38 019 Arbitrage : Juan Manuel Brito Arceo | Spectateurs : 38 019 Arbitrage : Juan Manuel Brito Arceo |
| Historique des rencontres | Rapport     |         |        | Spectateurs : 38 019 Arbitrage : Juan Manuel Brito Arceo | Spectateurs : 38 019 Arbitrage : Juan Manuel Brito Arceo |

| 11 juin 1994              | Suisse  | 0 - 0 | Bolivie | Complexe Sportif Claude-Robillard, Montréal   |                                               |
| Historique des rencontres |         |       |         | Spectateurs : 4 655 Arbitrage : Stephen Lodge | Spectateurs : 4 655 Arbitrage : Stephen Lodge |
| Historique des rencontres | Rapport |       |         | Spectateurs : 4 655 Arbitrage : Stephen Lodge | Spectateurs : 4 655 Arbitrage : Stephen Lodge |

## Coupe du monde

### Effectif
Roy Hodgson est le sélectionneur de la Suisse durant la Coupe du monde.
| No                 | Nom                | Club                 | Date de naissance  | J.               |                  |                  |                  |                  |
| Gardiens de buts   | Gardiens de buts   | Gardiens de buts     | Gardiens de buts   | Gardiens de buts | Gardiens de buts | Gardiens de buts | Gardiens de buts | Gardiens de buts |
| ------------------ | ------------------ | -------------------- | ------------------ | ---------------- | ---------------- | ---------------- | ---------------- | ---------------- |
| 1                  | Marco Pascolo      | Servette FC          | 9 mai 1966         | 4                | 0                | 1                | 0                | 0                |
| 12                 | Stefan Lehmann     | FC Sion              | 15 août 1963       | 0                | 0                | 0                | 0                | 0                |
| 21                 | Martin Brunner     | Lausanne Sports      | 23 avril 1963      | 0                | 0                | 0                | 0                | 0                |
| Défenseurs         |                    |                      |                    |                  |                  |                  |                  |                  |
| 2                  | Marc Hottiger      | FC Sion              | 7 novembre 1967    | 4                | 0                | 1                | 0                | 0                |
| 3                  | Yvan Quentin       | FC Sion              | 2 mai 1970         | 4                | 0                | 0                | 0                | 0                |
| 4                  | Dominique Herr     | FC Sion              | 25 octobre 1965    | 4                | 0                | 1                | 0                | 0                |
| 5                  | Alain Geiger       | FC Sion              | 5 novembre 1960    | 4                | 0                | 0                | 0                | 0                |
| 13                 | Andy Egli          | Servette FC          | 8 mai 1958         | 0                | 0                | 0                | 0                | 0                |
| 18                 | Martin Rueda       | FC Luzern            | 9 janvier 1963     | 0                | 0                | 0                | 0                | 0                |
| 19                 | Jürg Studer        | FC Zürich            | 8 septembre 1966   | 1                | 0                | 1                | 0                | 0                |
| Milieux de terrain |                    |                      |                    |                  |                  |                  |                  |                  |
| 6                  | Georges Bregy      | Young Boys Berne     | 17 janvier 1958    | 4                | 1                | 1                | 0                | 0                |
| 7                  | Alain Sutter       | 1. FC Nürnberg       | 22 janvier 1968    | 3                | 1                | 0                | 0                | 0                |
| 8                  | Christophe Ohrel   | Servette FC          | 7 avril 1968       | 4                | 0                | 0                | 0                | 0                |
| 10                 | Ciriaco Sforza     | 1. FC Kaiserslautern | 2 mars 1970        | 4                | 0                | 0                | 0                | 0                |
| 16                 | Thomas Bickel      | Grasshopper Zürich   | 6 octobre 1963     | 3                | 0                | 0                | 0                | 0                |
| 17                 | Sébastien Fournier | FC Sion              | 27 juin 1971       | 0                | 0                | 0                | 0                | 0                |
| 20                 | Patrick Sylvestre  | Lausanne Sports      | 1er septembre 1968 | 1                | 0                | 0                | 0                | 0                |
| 21                 | Thomas Wyss        | FC Luzern            | 29 août 1966       | 1                | 0                | 0                | 0                | 0                |
| Attaquants         |                    |                      |                    |                  |                  |                  |                  |                  |
| 9                  | Adrian Knup        | VfB Stuttgart        | 2 juillet 1968     | 3                | 2                | 1                | 0                | 0                |
| 11                 | Stéphane Chapuisat | Borussia Dortmund    | 28 juin 1969       | 4                | 1                | 0                | 0                | 0                |
| 14                 | Nestor Subiat      | FC Lugano            | 23 avril 1966      | 3                | 0                | 2                | 0                | 0                |
| 15                 | Marco Grassi       | Servette FC          | 8 août 1968        | 1                | 0                | 0                | 0                | 0                |
| Entraîneur         |                    |                      |                    |                  |                  |                  |                  |                  |
|                    | Roy Hodgson        |                      | 9 août 1947        |                  |                  |                  |                  |                  |

### Premier tour
| Classement final |            |     |   |   |   |   |    |    |      |
|                  | Équipe     | Pts | J | G | N | P | BP | BC | Diff |
| 1                | Roumanie   | 6   | 3 | 2 | 0 | 1 | 5  | 5  | 0    |
| 2                | Suisse     | 4   | 3 | 1 | 1 | 1 | 5  | 4  | +1   |
| 3                | États-Unis | 4   | 3 | 1 | 1 | 1 | 3  | 3  | 0    |
| 4                | Colombie   | 3   | 3 | 1 | 0 | 2 | 4  | 5  | -1   |

| 18 juin | États-Unis | 1 | 1 | Suisse     |
| 18 juin | Roumanie   | 3 | 1 | Colombie   |
| 22 juin | Suisse     | 4 | 1 | Roumanie   |
| 22 juin | Colombie   | 1 | 2 | États-Unis |
| 26 juin | Colombie   | 2 | 0 | Suisse     |
| 26 juin | Roumanie   | 1 | 0 | États-Unis |

| 18 juin 1994                      | États-Unis  | 1 - 1   | Suisse    | Pontiac Silverdome, Pontiac                               |                                                           |
| 11h35 · Historique des rencontres | Wynalda 45e | (1 - 1) | 40e Bregy | Spectateurs : 73 425 Arbitrage : Francisco Oscar Lamolina | Spectateurs : 73 425 Arbitrage : Francisco Oscar Lamolina |
| 11h35 · Historique des rencontres | Rapport     |         |           | Spectateurs : 73 425 Arbitrage : Francisco Oscar Lamolina | Spectateurs : 73 425 Arbitrage : Francisco Oscar Lamolina |

| 22 juin 1994                      | Roumanie | 1 - 4   | Suisse                                    | Pontiac Silverdome, Pontiac                  |                                              |
| 16h05 · Historique des rencontres | Hagi 36e | (1 - 1) | 17e Sutter · 53e Chapuisat · 66e 73e Knup | Spectateurs : 61 428 Arbitrage : Neji Jouini | Spectateurs : 61 428 Arbitrage : Neji Jouini |
| 16h05 · Historique des rencontres | Rapport  |         |                                           | Spectateurs : 61 428 Arbitrage : Neji Jouini | Spectateurs : 61 428 Arbitrage : Neji Jouini |

| 26 juin 1994                      | Suisse  | 0 - 2   | Colombie                 | Stanford Stadium, Palo Alto                      |                                                  |
| 13h05 · Historique des rencontres |         | (0 - 1) | 44e Gaviria · 90e Lozano | Spectateurs : 83 401 Arbitrage : Peter Mikkelsen | Spectateurs : 83 401 Arbitrage : Peter Mikkelsen |
| 13h05 · Historique des rencontres | Rapport |         |                          | Spectateurs : 83 401 Arbitrage : Peter Mikkelsen | Spectateurs : 83 401 Arbitrage : Peter Mikkelsen |

### Huitième de finale
| 2 juillet 1994                    | Espagne                                                | 3 - 0   | Suisse | RFK Stadium, Washington                             |                                                     |
| 16h35 · Historique des rencontres | Hierro 15e · Luis Enrique 74e · Begiristain 87e (pen.) | (1 - 0) |        | Spectateurs : 53 121 Arbitrage : Mario van der Ende | Spectateurs : 53 121 Arbitrage : Mario van der Ende |
| 16h35 · Historique des rencontres | Rapport                                                |         |        | Spectateurs : 53 121 Arbitrage : Mario van der Ende | Spectateurs : 53 121 Arbitrage : Mario van der Ende |